# Anginon rugosum
Anginon rugosum är en flockblommig växtart som först beskrevs av Carl Peter Thunberg, och fick sitt nu gällande namn av Constantine Samuel Rafinesque. Anginon rugosum ingår i släktet Anginon och familjen flockblommiga växter. Inga underarter finns listade i Catalogue of Life.